# Whitecourt
Whitecourt è un comune (town) del Canada, situato nella regione centrale dell'Alberta.